# Periodizace médií
Periodizace médií na časové úseky je brána z různých úhlů pohledu dle různých mediálních teoretiků. Všechna dělení mají stejnou podstatu, popsat, jak se v průběhu lidských dějin vyvíjel způsob komunikace, který je zprostředkováván skrze média ve všech jeho významech.

## Různé přístupu k vývoji lidské komunikace a médií
1.  Melvin DeFleur a Sandra Ballová-Rokeachová (dle převažujícího způsobu komunikace)
- epocha znamení a signálů – vrozené instinktivní reakce, naučené komunikační chování
- epocha mluvení a jazyka – před cca 90 tisíci lety
- epocha psaní – před 5 tisíci lety
- epocha tisku – polovina 15. století (Guttenberg)
- epocha masové komunikace (počátek 19. stol. – masový tisk, telegraf, telefon x poč. 20. stol. – film, TV, rozhlas atd.)
- teorie přibírání: stará média stále existují, nová jen absorbují ty staré

2.  Herbert Marshal McLuhan (dle dominujícího média – technologický determinismus)
- kultura ucha (orální, kmenová)
- kultura oka (psaná; akustické vnímání přechází ve vizuální)
- Gutenbergova galaxie: knihtisk a jeho podíl na postupné sekularizaci společnosti
- Marconiho galaxie: telegraf, nástup elektřiny znamená radikální změnu, konec mechanického věku

3.  Irwin Fang (kombinace obou McLuhanových přístupů)
- písmo (writing revolution)
- tisk (reprodukovatelnost téhož)
- masmediální revoluce (polovina 19. století)
- zábavní revoluce (masová výroba zboží, masová spotřeba, masový tisk, kino, počátky rádia)
- komunikující domov (domov jako centrum pro osobní příjem informací a zábavy à telefon, pošta, …)
- dálnice multimédií (konvergence všech médií dohromady)

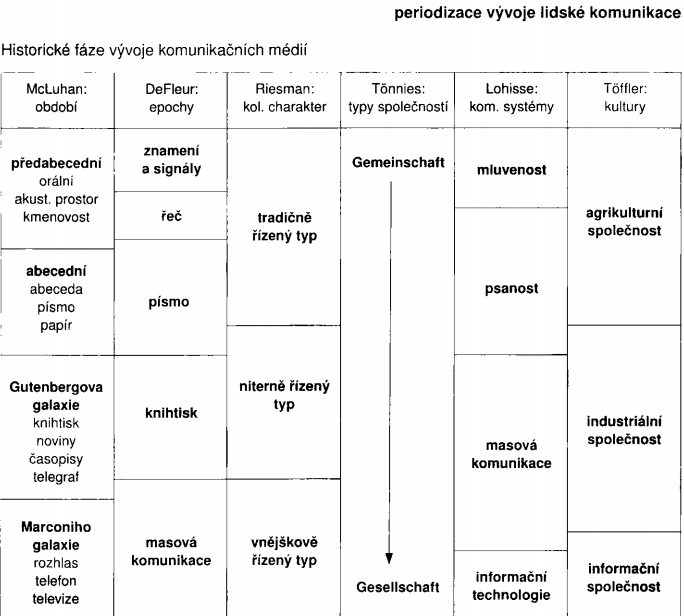
Periodizace médií dle šesti vybraných teoretiků.